# Liste der Monuments historiques in Notre-Dame-de-Riez
Die Liste der Monuments historiques in Notre-Dame-de-Riez führt die Monuments historiques in der französischen Gemeinde Notre-Dame-de-Riez auf.

## Liste der Bauwerke
| Bezeichnung                         | Beschreibung | Standort | Kennzeichnung | Schutzstatus | Datum | Bild |
| ----------------------------------- | ------------ | -------- | ------------- | ------------ | ----- | ---- |
| Menhir du Pré-Doux                  | Neolithikum  | (Lage)   | PA00110188    | Classé       | 1924  |      |
| Menhir Pierre au Trésor de la Triée | Neolithikum  | (Lage)   | PA00110189    | Classé       | 1924  |      |